# Jakub Honner
Jakub Honner (30. června 1899, Třebín – 21. června 1963, Praha) byl učitel, spisovatel pro mládež, vlastivědný pracovník, redaktor (např. Zlaté stezky ve Vodňanech)

## Život
Pocházel z jižních Čech, narozen roku 1899 ve vsi Třebín v nezámožné venkovské rodině. Po absolvování učitelského ústavu se stal učitelem na Českobrodsku. Ve dvacátých a třicátých letech působil jako učitel na Benešovsku (Stříbrná Skalice, Benešov, Divišov a jinde). Poté se stal ředitelem měšťanské školy v Kácově. Po 2. světové válce byl školním inspektorem soudního okresu uhlířskojanovického a předsedou MNV v Uhlířských Janovicích na Kutnohorsku. Od 1946 působil jako redaktor hlavní redakce časopisů a dětské literatury v Státním nakladatelství v Praze. Zemřel v roce 1966 v Praze.
Jakub Honner se věnoval i práci vlastivědné. Psal o důležitých událostech z historie Podblanicka, o významných osobnostech a o historických památkách. Své články publikoval v regionálním tisku - ve vlastivědném časopise Pod Blaníkem, který byl určen především dětem a mládeži. V tomto časopise, který téměř deset let redigoval, vycházely i jeho básně a beletristické práce. Obětavě se věnoval též veřejné činnosti, především v oblasti vzdělávací.

## Dílo
- Kubíček: Veselé i smutné příhody ze života jednoho kluka ze samoty. Benešov: J. Honner, 1931. - ilustroval J. Šíma
- Mámino srdce. Benešov: A. Burian a spol., 1933. - ilustroval F. V. Eisenreich
- Kubíček studuje a vojančí. Praha: Státní nakladatelství, 1934. - ilustroval O. Cihelka
- Národní pouť na Střížkov k poctě K. M. barona Villaniho: Sborník prací. K uctění jeho památky uspořádal J. Honner. Benešov: J. Honner, 1934.
- Divoký zápas: Povídka. Benešov: A. Burian a spol., 1935.
- Jedináček pana rady: Příhody městského chlapce na vesnici. Praha: J. Hokr, 1936. - ilustroval P. Černý
- Kubíček a děti. Praha: Státní nakladatelství, 1936. - ilustroval F. V. Eisenreich
- Miluška a Mufinka: Veselé vyprávění o jedné holčičce a jejím věrném psíkovi. Praha: J. Hokr, 1939. - ilustroval P. Černý
- Kubíček, kluk ze samoty. Praha: Školní nakladatelství pro Čechy a Moravu, 1944.
- Na slunci a u vody. Hradec Králové: Východočeské knihkupectví a nakladatelství B. E. Tolman, 1946. - ilustrovala J. Brožová
- Na cestě stál osud: Povídka plná dobrodružství. Hradec Králové: Východočeské knihkupectví a nakladatelství B. E. Tolman, 1946. - ilustrovala J. Brožová
- Světoběžníci a paličáci: Povídka ze života českých sklářů a kamenářů. Hradec Králové: Východočeské knihkupectví a nakladatelství B. E. Tolman, 1948. - ilustroval O. Cihelka
- Nejvěrnější kamarád. Praha: J. Hokr, 1948. - ilustroval O. Posledník, obálku ilustroval Z. Burian